# 宮崎県専修学校一覧
宮崎県専修学校一覧（みやざきけんせんしゅうがっこういちらん）は、宮崎県の専修学校の一覧。

## 公立専修学校
文部科学省Webサイト内「公立専修学校一覧」より

### 高鍋町
- 宮崎県立農業大学校

## 私立専修学校
宮崎県庁Webサイト内「令和6年度宮崎県私立学校一覧」より

### 宮崎市
- 宮崎ユニバーサル・カレッジ
- 九州医療科学大学専門学校
- 宮崎マルチメディア専門学校

- マナビヤ宮崎アカデミー（一般課程併設）
- 宮崎ビジネス公務員専門学校
- 宮崎医療管理専門学校

- 宮崎情報ビジネス専門学校（高等課程併設）
- 大原簿記公務員専門学校
- 宮崎ペットワールド専門学校

- 宮崎サザンビューティ専門学校
- 宮崎こども・医療専門学校
- 日本スポーツビジネス専門学校

- 宮崎ブライダル＆医療スポーツ専門学校
- 宮崎保健福祉専門学校
- 宮崎看護専門学校[2]

- 宮崎歯科技術専門学校
- 宮崎リハビリテーション学院
- フィオーレKOGA看護専門学校
- 宮崎美容専門学校（高等課程併設）

### 都城市
- 都城コアカレッジ
- 都城デンタルコアカレッジ
- 都城リハビリテーション学院
- 都城看護専門学校（高等課程併設）

- 国立病院機構都城医療センター附属看護学校
- 豊心福祉学園

### 小林市
- 小林看護医療専門学校

### 延岡市
- 延岡看護専門学校

### 日南市
- 日南看護専門学校
- 宮崎福祉医療カレッジ

### 西都市
- 宮崎医療福祉専門学校

### 北諸県郡
- 藤元メディカルシステム付属医療専門学校[3]

## 私立専修学校（高等課程単置）

### 宮崎市
- 向洋学園高等専修学校

### 都城市
- 都城調理師高等専修学校

### 日向市
- 日向看護高等専修学校

## 私立専修学校（一般課程単置）

### 宮崎市
- 北九州予備校宮崎校